# Scotiabank Saddledome
Scotiabank Saddledome – også kendt som "the Saddledome" eller bare "the Dome" – er den største indendørs arena i Calgary, Alberta, Canada. Arenaen er hjemmebane for ishockeyholdene Calgary Flames i NHL og Calgary Hitmen i junior-ligaen WHL samt lacrosseholdet Calgary Roughnecks i NLL. Ved ishockeykampe er der plads til 19.289 tilskuere. Navnet er et resultat af et navnesponsorat fra den canadiske bank Scotiabank.
Det karakteristiske sadel-formede tag er en hyperbolsk paraboloide. Arenaen blev taget i brug i 1983 og kostede 100 millioner CAD at opføre. Arenaen hed oprindeligt Olympic Saddledome og var en central arena ved Vinter-OL 1988. I 1996 skiftede man navn til Canadian Airlines Saddledome og igen i 2000 hvor man fik sit nuværende navn.
Udover de faste lejere har arenaen bl.a. huset rodeoshows samt VM i kunstskøjteløb 2006.

## Lejere
- Calgary Flames (NHL) (1983-i dag)
- Calgary Hitmen (WHL) (1995-i dag)
- Calgary Roughnecks (NLL) (2001-i dag)

51°02′15″N 114°03′07″V / 51.0375°N 114.05194444444°V